# مديرية الصلو
منطقة يمنية
|الاسم الرسمي = مديرية الصلو
|اسم2 =
| البلد =  اليمن
|صورة المدينة =جبل الصلو
|تعليق الصورة =<Ehabalselwi>
</ref>
|حجم الصورة =
|علم =
|تعليق علم =
|شعار =
|تعليق شعار =
|اللقب =
|تاريخ التأسيس = 
|خريطة المدينة =
|تعليق على الخريطة =
|المحافظة = محافظة تعز
|العاصمة=
| نوع = مديرية

|المديرية=
|المدينة=
|الحي=
|العزلة=
|القرية=
|مساحة الأرض =
|مساحة المياه =
|ارتفاع = 
|المساحة الكلية =89
|تعداد 2004 = 49832
|الذكور 2004 = 21165
|الإناث 2004 = 28667
|الكثافة 2004 =559.91
|عدد المساكن 2004 = 7851
|عدد الأسر 2004 = 8005

|إسقاط 2014 =54315
|الذكور 2014 =23154
|الإناث 2014 =31161
|الكثافة 2014 =
|خط العرض =13.56667
|خط الطول = 44.03333
|خريطة البلد = اليمن
|غرينتش توقيت صيفي =
|التوقيت = ت غ
|فرق التوقيت =+3
|الرمز البريدي =
|الرمز الهاتفي =
|الموقع الرسمي =
}}
مديرية الصلو إحدى مديريات محافظة تعز. بلغ عدد سكانها 49832 نسمة عام 2004.

تعتبر مديرية الصلو إحدى المديريات الهامة في الجمهورية اليمنية كونها تختزل حضارة عريقة ضاربة جذورها في أعماق التاريخ اليمني، فهي تقع إلى الجنوب الشرقي من مدينة تعز وتبعد عنها بحوالي (45) كيلومتر، ويحدها من الشمال مديرية خدير ومن الجنوب مديريةالمواسط  ومن الشرق مديرية حيفان، ومن الغرب مديريتا  مديرية المواسط، و مديرية سامع تبلغ مساحتها 89.3 كم2 وعدد سكانها لآخر إحصائية 49.802 نسمة، تتكون إدارياً من (11) عزلة ، و(68قرية) و(466محلة).. وتتباين العزل من حيث مساحتها وسكانها ، حيث تعد عزلة الضُبة أكثر العزل سكاناً (6937)نسمة ومساحتها (7.6كم2) ، بينما عزلة الشَرَف أكبرها مساحة (11.5) كم2 .. أما مركز المديرية فيقع في مدينة دمنة خدير المجاورة..
- وبقية العزل هي : الودُر، سائلة قراضة ، المشجب ، الظهرين ، الضُعة ، الحريبة ، العكيشة ، الاشعوب ، القابلة.
- من المعالم التراثية والتاريخية:

قلعة الدملؤة التاريخية المعروفة "بقلعة المنصورة" نسبة للملك المنصوري الذي حكم فيها وسكنها في ذلك الوقت وكان يسمى "بطغطكين أيوب" أخوه صلاح الدين الأيوبي كما تحدث عنها بعض المؤرخون. جبل الصلو (جبل أبي المغلس)
تواترت المعلومات والإشارات حول هذه القلعة (قلعة الدملؤة) نظراً لموقعها الاستراتيجي الحصين والتحصينات الدفاعية المتينة التي حولها من قبل حكام الدول التي زادتها شهرة وعراقة كما يشير إلى ذلك الهمداني قائلاً: إنها من عجائب اليمن التي ليس في بلد مثلها.
```
يكون سمكها وحدها من ناحية الجبل الذي هي منفردة منه "مائة ذراع" عن جنوبها وهي عن شرقها من خدير إلى رأس القلعة مسيرة ساعتين وكذلك هي من شمالها ما يصل وادي الجنات وسوق الجؤة ومن غربها بالضعف في السمك مما عليه جنوبها وبها مرابط للخيول ومنهلها الذي يشرب منه أهل القلعة مع السُّلم الأسفل غيل عذب لا بعده وفيه كفايتهم وباب القلعة في الجهة الشمالية وفي رأس القلعة عدد من الصهاريج ومساقط مياه القلعة التي تهبط إلى وادي الجنات من شمالها ثم المأتي شمال سوق الجؤة إلى م/خدير وفي فترة الدولة الصليحية عام "439532" هجرية تمكن الملك علي بن محمد الصليحي من الاستيلاء عليها بعد صراع عنيف وحصار طويل لحامية "بني نجاح" التي كانت مسيطرة عليها عام "452" هجرية، كما يشير الدكتور/ محمد يحيى الحداد في كتابه تاريخ اليمن السياسي أن منصور بن المفضل بن أبي البركات سلم محمد بن سبأ ما كان يتفضره من المعاقل والمدن التي انتقلت إليه بعد وفاة السيدة أروى بنت أحمد الصليحي واتخذ محمد بن سبأ "قلعة الدملؤة" مقراً رئيساً له وأقام فيها إلى أن توفي في عام "548هجرية" واستمرت بعده سيطرة بني زريع عليها في عهد السلطان "عمر بن محمد بن سبأ" الملقب بالمكرم" حتى عام "560" هجرية وخلال عهد الدولة الرسولية يشير "الخزرجي" في كتابه "العقود اللؤلؤية" إلى أن الملك المظفر "يوسف بن عمر" استولى عليها عام "648 هجرية" وظلت تحت سيطرة ملوك بني رسول حيث دلت على ذلك الشواهد الأثرية المتناثرة حول "قلعة الدملؤة" والتي ما زالت موجودة حتى اليوم متناثرة مهملة على الأرض تحاور الزمن الماضي القديم الذي أعطاها الأهمية الكبرى التي ما زالت حديث الجميع في كل مكان من أرجاء الجمهورية وأصبحت أسطورة تحكى وستظل تلك النقوش والشواهد تجذب إليها الزوار والسياح وهذا دليل على عراقة بلادنا اليمنية التي ما زالت تزخر بالحضارة والتاريخ والآثار القديمة، شواهد أثرية وحضارة مرمية على الأرض منها عتبة المدخل المؤرخ عليها عام "778هجرية" وهي كتلة حجرية ضخمة طولها حوالي "1. 8 متراً" وعرضها حوالي "60 سم" مكسورة إلى نصفين عليها كتابة بخط النسخ البارز تتألف من ثلاثة أسطر تقرأ كالتالي "بسم الله الرحمن الرحيم إنا فتحنا لك فتحاً مبينا "أمر بعمارته مولانا ومالك عصرنا السلطان بن السلطان العالم العادل "ضرغام الإسلام غياث الأنام سلطان الحرمين والهند واليمن مولانا السلطان الأفضل من الأنام والمجاهد الملك أمير المؤمنين العباس بن علي بن داوود بن يوسف بن عمر بن علي بن رسول خلد الله ملكه ونصره رفعت العتبة المباركة بتاريخ الرابع والعشرين من رجب الأصم سنة ثمان وستين وسبعمائة مؤيداً بالنصر والتوفيق وصلى الله على سيدنا محمد وآله وصحبه وسلم" وتوالى الاهتمام بالحصن في الفترات اللاحقة للدولة الرسولية حيث دعى الإمام محمد بن أحمد بن الحسين أبي القاسم المعروف "بصاحب المواهب".
```

دعى لنفسه عام "1098 هجرية" من حصن المنصورة "الدملؤة بالصلو وأعلن الإمامة خلفاً لأبيه.
"مدارس أروس" التي توجد في عزلة الأشعوب على حد تعبير السكسكي في كتابه "السلوك في طبقات العلماء والملوك"، فمدرسة أروس بنيت بالقرب من هجرة عمق الأشعوب وتتميز بطابعها المعماري المطرز بالزخارف والنقوش الجميلة، كما تشير بعض النقوش إلى أن تاريخ بناء هذه المدرسة يرجع إلى عام "247ه" بينما تشير نقوش حجرة أخرى إلى تاريخ "217ه" كتاريخ للبناء كما تشير أخرى إلى تواريخ متضاربة عام "215ه" "506ه".
"منطقة الجمنون" التي تحدث عنها الدكتور/ عبد الرحمن المجاهد في كتابه "أضواء الشمعة في تاريخ الجمنون والقلعة"، هذا الكتاب اختفى وكأن الأرض انشقت وابتلعته و"قصر المري"، هذا القصر قيل إنه كان يستلم فيه الضرائب من المزارعين وكان أيضاً يعتبر بمثابة محطة استراحة للقوافل التجارية التي كانت تمر من المنطقة وتستريح فيه ومنه تواصل مسيرتها ورحلتها نحو القلعة، فكانت تأتي القوافل المحملة بالبضائع والجبايات من كل مكان وتمر عبرها إلى أعلى الجبل نحو القلعة كما توجد آثار المدرج شاهدة حتى الآن.
وادي الجنات المشهور الموجود تحت قلعة المنصورة والمطل على خدير هو وادي خصيب تكثر فيه زراعة الفواكه مثل الفرسك والعنب والموز والخضروات بأنواعها واللوز الصلوي المشهور بحب العزيز أو الفول السوداني حيث يعتبر من أجود أنواع الفول السوداني في اليمن.
سد المدد الموجود في قرية الصعيد.
كثير من القباب والمزارات والمعالم الأخرى مثل "مدينة الأنوار التاريخية التي قيل إنها دفنت بفعل الطوفان والبعض قال إنها تهدمت وانتهت وامتدت يد بني الإنسان عليها وأخذت أحجارها لأغراض مختلفة ولكن بقيت الكثير من الأطلال والبقايا حيث قيل في بعض الروايات وعلى لسان الكثير من الناس إنها كانت مدينة كبيرة تابعة لبعض الحصون والقلاع في المديرية وقيل أيضاً إنها كانت تمتد من الغرب في م/الصلو إلى الشرق في م/خدير على بعد مسافة كبيرة تقدر بعشرات الكيلو مترات.
- من الأعلام الذين سكنوا هذا الجبل

-1- أبو الوليد عبد الملك بن مُحَمَّد بن أبي ميسرة اليافعي سكن جبل الصلو وتفقه بالقاسم وَكَانَ إمَامًا فِي الحَدِيث وثبتا فِي النَّقْل عَارِفًا بطرق الحَدِيث وَرُوَاته يعرف بالشيخ الحافظ ([2])
-2-عبد الله بن ابراهيم بن حُصَيْن الْكِنْدِي كَانَ فَقِيها نحويا وصنف كتاب شرح به كافي الصفار في النَّحْو سَمَّاهُ الدَّرَر ([3])
- من القبائل التي تسكن جبل الصلو

-1- آل الكحيلي وهم هاشميون.
-2- آل الشهابي.
```
انقلاب
```

## الزراعة
- الزراعة

يتركز نشاط السكان في الآتي: الزراعة وتشمل زراعة الذرة الرقيقة والغرب والذرة البيضاء والدخن بالإضافة الى بعض انواع الحبوب الأخرى كالفاصوليا والعدس وغيرها وزراعة اللوز او كما يسمى حب العزيز "الفول السوداني" الذي تختلف جودته ومذاقه الرائع والأشهر على مستوى البلاد وبعض الخضروات والفواكه مثل الجزر والطماطم والبطاطس الموز والخوخ (الفرسك) والجوافة والمانجو كما اشتهرت المديرية سابقًا بزراعة "البصل" وكانت تصدرها الى العديد من المناطق في المحافظة وخارجها. من الأودية الزراعية الأكثر خصوبة ووفرة للمياه "وادي الجنات" و "موقعة"  و "غيل الضعه"  و "الجمار"

## الصناعة:
سكان الجبل يمارسون بعض الصناعات التقليدية مثل:
-1- صناعة الباروت والذي ما يزال يستخدمه اليمنيون في تفجير وتفتيت الصخور الغرض البناء حيث اشتهرت بعض قرى المديرية في عزلة الأشعوب التي تقع في الصلو بصناعة هذه المادة التفجيرية حتى صار يطلق على كل من يسكن في تلك القرى لقب (مُبَورت) نسبة إلى مادة البارود.
-2- صناعة السكر الأحمر وصليط الجلجل : يصنع من خام قصب السكر الخالص وبذور السمسم وتشتهر بذلك عزلة الحَرَّيْبَة، وللأسف فإن هذه الصناعة وغيرها من الصناعات بدأت بالاندثار ولم يبق ممن يجيدها إلا القليل.
- من الاسواق التجارية في المديرية سوق ظرفة وسوق احوال المشراح وسوق القابلة وحجامة وغيرها.
- صحيًا يوجد في القطين اقدم مستوصف والذي تم تطويره نوعًا ما حديثًا و مستشفى بيت القاضي ومراكز صحية اخرى في عدة عزل في المديرية.
- استخراج الرخام تزخر الأطراف الشمالية من الجبل بالصخور الرخامية التي تعد من أفضل أنواع الرخام في اليمن. حيث يتم استخراج الرخام من منطقه الودر ومنطقه القبيبة بالتحديد وتوجد كسارة.
- قرى مديرية الصلو:

الجنات المكوي  المدارين الشعب الصعيد الصيار الضبة بضم الضاد وتخفيف الباء وتتكون من عدة قرى صغيرة الظهرين الاشعوب القابلة القطين المنارة المنصورة الموسطة الذنيب القرافة الحود الشرف الودور الحقيب مضيض حمده حجامة اعماق العقار العزر بيت القاضي العزلة العكيشة الاقيوس الزنح المقاطرة المقطار القحفة الخلل الثدل المعينة المشجب الابهول البطنة الخرف الشعابي الثابر المعموق سائلة الاواراث المحرقة صعرة الغويل الحجر مزابر الوروم   ...